# Oxyurostylis lecroyae
Oxyurostylis lecroyae är en kräftdjursart som beskrevs av Daniel Roccatagliata och Heard 1995. Oxyurostylis lecroyae ingår i släktet Oxyurostylis och familjen Diastylidae. Inga underarter finns listade i Catalogue of Life.